# Ragnar Le Breton
Pour les articles homonymes, voir Quiviger et Le Breton.
Matthias Quiviger, dit Ragnar Le Breton, est un humoriste, acteur, pratiquant de MMA et basketteur français, né le 8 décembre 1989 à Suresnes.

## Biographie
Né le 8 décembre 1989 à Suresnes (Hauts-de-Seine), Matthias Quiviger est le petit-fils du journaliste sportif Jean-Pierre Delacroix (1948-2019). Durant sa jeunesse, ses parents divorcent, suivant sa mère, il déménage dans une douzaine de villes de France ; son père est « RH dans une usine »,,. Il n'a aucun diplôme.
À l'âge de 17 ans, il devient basketteur semi-pro dans le club de l'Andrézieux-Bouthéon Loire Sud lors de la saison 2007-2008 du championnat de France de Nationale 1 (troisième échelon du basket-ball français). Évoluant au poste d'arrière, il joue quinze matchs et marque douze points. Il déclare : « Je faisais beaucoup de conneries, mais j'étais doué pour le basket. J'aurais sans doute pu faire beaucoup mieux si j'avais eu la même passion que j'ai découverte pour la comédie. »
Après avoir travaillé dans le commerce d'objets de luxe,, il entame une carrière de comédien en intégrant à partir de 2017, le Laboratoire de l'acteur d'Hélène Zidi. Il opte pour le pseudonyme de Ragnar Le Breton, en référence à ses aïeux armoricains et au viking Ragnar Lodbrok (pour sa supposée ressemblance).
Il se fait connaître à partir de 2021 sur Instagram, sous le nom du personnage Michel Venum, en jouant un « faux prof de sport beauf » dans une salle de musculation d'Évreux,,, assénant de grosses gifles à ses ennemis (rémunérés 300 euros).
Depuis 2018, il joue des rôles secondaires au cinéma notamment dans Le Flic de Belleville de Rachid Bouchareb ou Astérix et Obélix : L'Empire du Milieu de Guillaume Canet en 2023. Parallèlement, il écrit son premier one-man-show Heusss, joué à partir d'octobre 2022 à L'Européen de Paris puis en tournée dans toute la France,.
À partir de 2022, il se lance dans les arts martiaux mixtes (MMA). Il effectue son premier combat à Bâle en Suisse en janvier 2023 où il s'incline face à Xavier Lessou. Son deuxième match est programmé en mars 2023 au Dôme de Paris ; son adversaire Daniel Lentie déclare forfait pour blessure deux jours avant le combat.
En août 2024, il participe au jeu télévisé Fort Boyard aux côtés de Philippe Etchebest, Fabien Olicard, Carla Lazzari, Jeck et Isabelle Vitari,. Lui et son équipe, remportent 19 541 euros au profit de l'association Les Pompiers Solidaires.
En 2025, il revient sur scène, accompagné d'Yvan Naubron et David Salles pour une série de sketches, un spectacle intitulé Libertés.

### Vie privée
Il est marié depuis 2008 à une aide-soignante d'Évreux, avec qui il a deux fils,,.

## Affaires judiciaires
Le 23 juin 2025, il est condamné à un an de prison ferme par le tribunal d’Évreux après avoir frappé un autre homme pendant un match de football de son fils, le 27 mars à Ménilles,. Selon la presse, son absence au procès ainsi que celle de son avocat expliquent la lourdeur de la peine infligée, plus lourde que les réquisitions initiales. Ragnar Le Breton annonce dans la foulée qu'il interjette appel.

## Filmographie

### Cinéma
- 2018 : Le Flic de Belleville de Rachid Bouchareb : le collègue de Lin
- 2022 : Les Gagnants d'AZ et Laurent Junca : le conducteur d'une Ferrari jaune
- 2023 : Astérix et Obélix : L'Empire du Milieu de Guillaume Canet : le centurion à l'auberge
- 2023 : Le Grand Cirque de Booder et Gaëlle Falzerana : Jérôme
- 2023 : Bonne Conduite de Jonathan Barré : Michel
- 2023 : Medellín de Franck Gastambide : Ragnar
- 2023 : 10 jours encore sans maman de Ludovic Bernard : Pascal, le passager du TGV
- 2023 : Un stupéfiant Noël ! d'Arthur Sanigou : Greg
- 2024 : Numéro 10 de David Diane : Richard Nadeau
- 2024 : 14 Jours pour aller mieux d'Édouard Pluvieux : un policier municipal
- 2025 : Le Jardinier de David Charhon : Esmeralda

### Téléfilm
- 2020 : Ramdam (d)  de Zangro : Rémi

### Séries télévisées
- 2018 : Guépardes (saison 1) : Mike (13 épisodes)
- Depuis 2021 : La Petite Histoire de France (saison 4) : Burgal, le frère de Maëlle
- 2024 : La Cage : lui-même (1 épisode)
- 2025 : Ghosts : Fantômes en héritage, mini-série d'Arthur Sanigou : Pierre Jouvel

### Web
- 2021 : La Police 3 de Mister V

## Télévision

### Participation
- 2024 : Fort Boyard

## Théâtre
- 2025 : Libertés

### One-man-show
- 2022 : Heusss